# 石川総候
石川 総候（いしかわ ふさとき）は、常陸下館藩の第3代藩主。伊勢亀山藩石川家分家5代。

## 生涯
享保3年（1718年）、下館藩石川家分家で3,000石の旗本である大久保総比の三男として誕生した。元文元年2月25日（1736年4月5日）、先代藩主・石川総陽の養嗣子となり、同年3月（5月）将軍・徳川吉宗に拝謁する。同年12月16日（1737年1月16日）、従五位下・内膳正に叙任する（後に若狭守に遷任）。元文5年（1740年）10月7日の総陽の隠居により家督を継いだ。明和7年（1770年）8月17日、53歳で死去し、跡を三男の総弾が継いだ。

## 系譜
父母
- 大久保総比（実父）
- 石川総陽（養父）

正室
- 大久保忠方の娘

子女
- 石川総孝（長男）生母は正室
- 石川金八郎
- 石川総賢
- 石川総弾（三男）
- 石川清之助
- 石川総般（五男）
- 土方雄年室
- 阿きく ー 水野忠実室
- 娘
- 石川総彬室